# 축하 폭죽

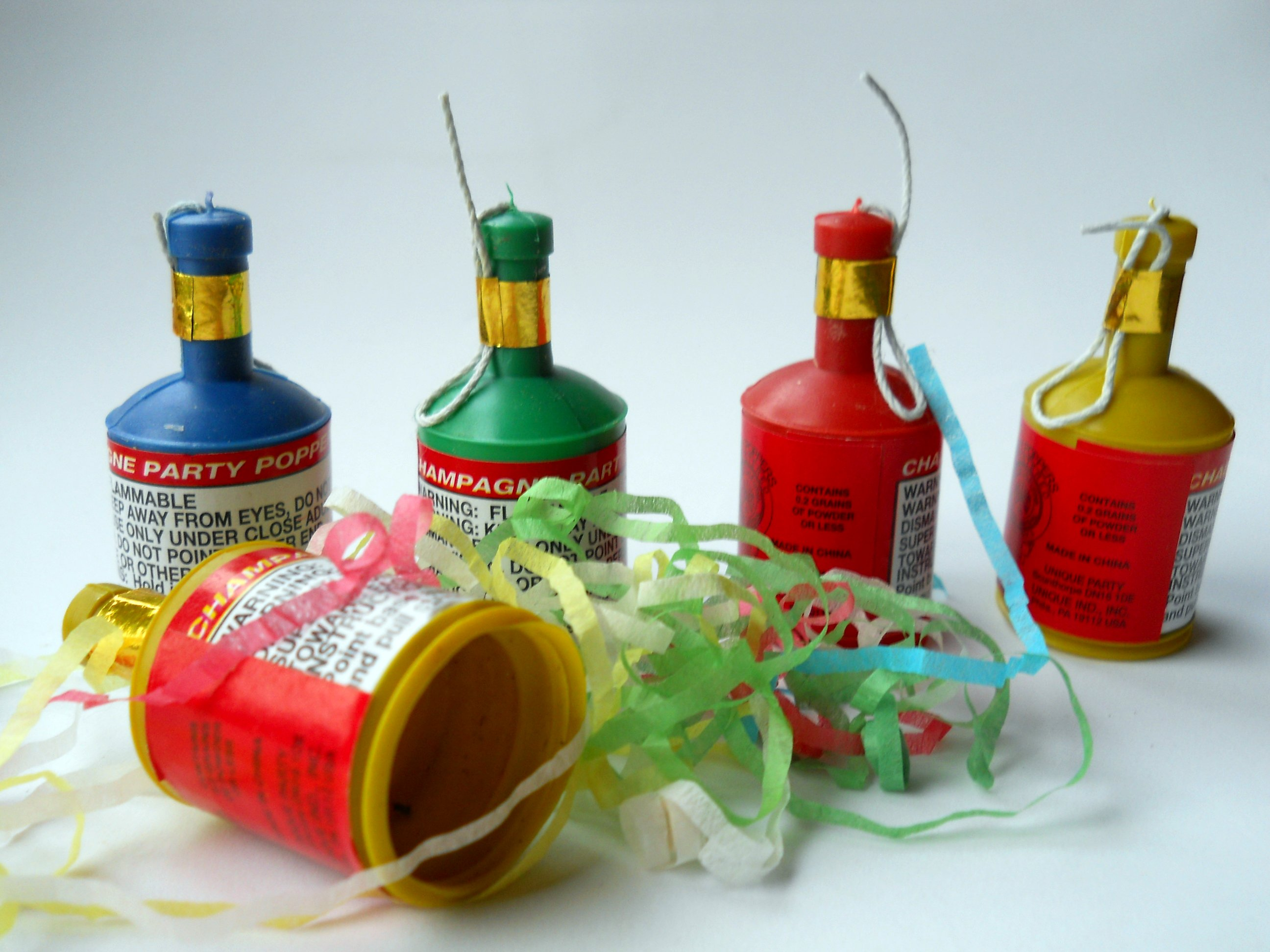

축하 폭죽(party popper)은 작은 통에 종이끈, 부스러기 등을 넣고 적은 양의 폭발물을 넣어, 꽁무니의 줄을 잡아당기면 폭발물이 터져 종이 부스러기들이 튀어나오는 물건이다.
유니코드 기호가 있다. 🎉